# Ciclosporíase
Ciclosporíase é uma infecção entérica causada pelo protozoário Cyclospora cayetanensis, transmitida pela ingestão de alimentos e água contaminados com fezes. É mais comum em países tropicais e subtropicais com menor saneamento e higiene básicos. Ocorre somente em humanos.

## Sinais ou sintomas
A maioria dos casos não tem sintomas. Em pessoas imunodeprimidas, idosos ou crianças pequenas, os sintomas podem começar entre 2 a 11 dias depois da ingestão de alimentos ou água contaminados e podem incluir:
- Diarreia aquosa contínua ou episódios de diarreia alternando com episódios de constipação
- Perda de apetite e perda de peso
- Distensão abdominal, flatulência e arrotos
- Dores de estômago
- Náusea e vomito
- Dores musculares
- Febre
- Cansaço

## Diagnóstico
Os ovócitos podem ser identificado em um exame de fezes por sua auto-fluorescência com luz ultravioleta ou por PCR.

## Tratamento
Pode melhorar apenas com reposição adequada de líquidos (beber muita água ou soro). Em casos sérios de desidratação ou vulnerabilidade a complicações o tratamento de primeira linha é Cotrimoxazol (nomes comerciais: Bactrim ou Septra).

## Epidemiologia
Os primeiros casos de ciclosporíase foram diagnosticados em 1977 por R. W. Ashford em Papua-Nova Guiné, num bebê que apresentava diarreia. O exames fecais indicaram pequenos organismos, cujos cistos só esporulavam após pelo menos 8 dias. Embora Ashford tenha corretamente deduzido que o organismo era um parasita coccidiano, ele errou ao estipular a classificação de quatro esporozoítos por esporocisto, aproximando-o do gênero Isospora.
Na década seguinte, foram relatadas quatro ocorrências da doença, no Haiti (1983), no Peru (1985), nos Estados Unidos, com 4 indivíduos que haviam viajado para o Haiti e o México (1986) e no Nepal, em 55 estrangeiros (1989). Nas quatro não se sabia sobre o estudo de Ashford, e, assim como ele, não se pôde identificar o organismo.
Em 1991, cunhou-se o termo cyanobacteria-like body (CLB) ao parasita dessas ocorrências, então precedidas de diarreia aquosa e explosiva, fadiga, náusea, vômitos, perda de peso e anorexia.